# Bereka
Bereka (ukr. Берека) – rzeka w obwodzie charkowskim Ukrainy, prawy dopływ Dońca.
Długość rzeki wynosi 102 km, a powierzchnia dorzecza 2680 km².